# Fernando de Valdés y Tamón
Fernando de Valdés y Tamón nació en Asturias (España). Militar de profesión, fue nombrado gobernador de las Islas Filipinas el 4 de agosto de 1729 y ejerció el cargo desde el 14 de agosto de 1729 hasta julio de 1739, tras lo cual regresó a España. Al poco tiempo, se enamoró de una joven de Molina de Aragón, población en la que hizo construir el conocido como Palacio del Virrey de Manila. Murió antes de 1742.
El gobierno de Fernando de Valdés fue el tercero más largo de entre los 117 que lo ostentaron.
El 18 de enero de 1737, se firmó un tratado de paz entre el sultán Alimuddin de Sulu y el gobierno colonial español.